# Ácido heptanoico
El ácido heptanoico, también  conocido como ácido enántico, es un compuesto orgánico formado por una cadena de siete átomos de carbono y un grupo funcional carboxilo. Se trata de un ácido carboxílico, con características de  líquido oleoso, y olor rancio desagradable. Contribuye al olor de algunos aceites rancios. Es ligeramente soluble en agua, pero muy soluble en etanol y éter.

## Preparación y usos
El éster metílico de ácido ricinoleico, obtenido a partir de aceite de semilla de ricino es el principal precursor comercial para la obtención de ácido heptanoico. Se hidroliza el éster de metilo del ácido undecilénico y heptanal, que se oxida luego en presencia de aire para dar el ácido carboxílico. Aproximadamente 20.000 toneladas se consumieron en Europa y EE. UU. en 1980.
El ácido heptanoico se utiliza en la preparación de ésteres, tales como heptanoato de etilo, que se emplean en fragancias y sabores artificiales. En particular, este último es empleado como saborizante artificial a uva (para elaborar golosinas, bebidas carbonatadas, helados, gelatinas, etc.) y se encuentra de forma natural en el vino.
Es también utilizado para esterificar esteroides en la preparación de fármacos como el enantato de testosterona, trembolona enantato, enantato drostanolone y enantato Methenolone (Primobolan).
El triglicérido formado a partir del ácido heptanoico se utiliza en ciertas ocasiones como suplemento nutricional.